# Український контингент у Косові
Український контингент у Косові  — з'єднання збройних сил України у складі міжнародних сил KFOR під керівництвом НАТО, що діяли на території Косова і Метохії з 1 вересня 1999 року по 2022 рік, глобальною метою якого є досягнення миру та стабільності у регіоні проведення миротворчої операції. На початку операції був створений польсько-український миротворчий батальйон «УкрПолбат», проте потім український компонент батальйону був виведений і переформований у самостійний підрозділ «Національний контингент у Косові». За весь час на миротворчій службі побувало близько 1300 українських солдат, з них 5 загинуло, а 26 дістали поранення. Основними завданнями військових є розмінування територій, охорона кордону, інженерні та будівельні роботи. Роботу українських військовослужбовців високо оцінило керівництво Північноатлантичного альянсу та Міністерства оборони України.
У 2022 році, після початку російського вторгнення в Україну, контингент був відкликаний з Косова.

## Історія

### Передумови
З 24 березня по 10 червня 1999 року на території Республіки Сербія і Косова проходила військова операція НАТО, яка мала за мету закінчення Косовської війни й передачу території Косова під контроль ООН. Після вдалої операції створено KFOR (англ. Kosovo Force), завдання якого — забезпечення стабільності в районі Косова і Метохії.

### Участь України

#### УкрПолБат
12 червня 1999 року Альянс ухвалив рішення про створення стабілізаційних сил у Косові.
1 вересня 1999 року Україна розпочала участь в операції.
Прибувши в Косово, 14 окремий вертолітний загін (66 осіб), 37 окрема спеціальна рота (108 осіб) увійшли до складу багатонаціонального з'єднання «Схід» (Multinational Task Force «East») сил KFOR. Зоною відповідальності 37 роти у Косові був блокпост Драйковці в муніципалітеті Штрпце.
10 липня 2000 загинув військовослужбовець 37 окремої роти молодший сержант Любомир Товкан. В серпні 2000 року 37 роту змінив 208 окремий спеціальний батальйон (УкрПолбат).
27 серпня 2004 року під час пожежі, що виникла під час заправлення автомобіля, постраждали двоє військовослужбовців батальйону «УкрПолбат»: прапорщик Валерій Овсієнко та старший сержант Володимир Мороз. Вони отримали опіки і були госпіталізовані.
29 травня 2005 року застрелився з табельного пістолета ПМ військовослужбовець батальйону «УкрПолбат» старший прапорщик В. Г. Назаренко.

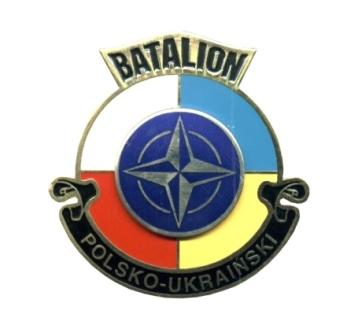
Відзнака УкрПолБату

Після того, як міністерством оборони України створено Об'єднане оперативне командування збройних сил України , завданням якого було керівництво діяльністю українських військових контингентів за межами України, український контингент в Косові передали у відання ООК ЗСУ.
22 червня 2007 року під час патрулювання перекинулася БРДМ-2, в дорожньо-транспортній пригоді загинув військовослужбовець батальйону «УкрПолбат» молодший сержант Н. П. Ткачук і були травмовані ще троє. 11 липня 2007 року один з поранених, старший сержант О. А. Денисюк, помер в госпіталі від отриманих травм.
14 березня 2008 року розпочалися заворушення сербського населення в місті Митровиця, в ході яких близько 300 осіб зайняли будівлю окружного суду, вивісили над захопленим будинком національні прапори і забарикадувалися. Після невдалих переговорів заступник голови місії ООН американець Лоуренс Россін віддав наказ штурмувати барикади п'ятистам співробітникам поліцейського контингенту ООН (основну частину контингенту становили поляки, українці та румуни, разом з ними в штурмі брали участь кілька французів). У результаті поранено 15 з 150 співробітників спецпідрозділу МВС України, які штурмували будівлю суду. Пізніше від отриманих осколкових поранень помер один з поранених, ст. лейтенант внутрішніх військ МВС України І. Б. Киналь. Всього за час заворушень в Митровиці поранення і травми отримав 21 співробітник українського контингенту.

#### Національний контингент у Косові
На початку березня 2010 року в зв'язку з реорганізацією сил KFOR український компонент батальйону «УкрПолбат» (180 військовослужбовців) був виведений зі складу польсько-українського батальйону і перетворений в самостійний підрозділ.
У серпні 2010 року український контингент в кількості 185 військовослужбовців переформовано й перейменовано в «Національний контингент у Косові, Республіка Сербія».

У 2013 році загальна чисельність українського контингенту в Косові становила 2 штабних офіцерів UNMIK, 163 військовослужбовців KFOR і 49 одиниць техніки.
У січня 2014 року одним з основних завдань українського контингенту в Косові була оголошена охорона периметра військової бази «GATE 1» (для цієї мети були виділені чотири загони). Інженерна рота українського контингенту входила до складу об'єднаної логістичної групи підтримки штабу KFOR.
16 серпня 2014 року український контингент в Косові був зменшений на 103 військовослужбовців, одна маневрена рота була повернута в Україну для участі в бойових діях на сході.
В цілому протягом 2014 року український контингент в Косові був зменшений на 123 військовослужбовців і 36 одиниць техніки, які були повернуті в Україну.
У 2015 і 2016 роках у Косові залишалися 40 військовослужбовців у складі контингенту KFOR, два штабних офіцерів у складі сил UNMIK і 18 одиниць автомобільної техніки України. Основним завданням українського контингенту було участь в розвідці й розмінуванні місцевості. Крім того, військовослужбовці українського контингенту в Косові проходили навчання у німецьких і польських військовослужбовців KFOR.
У грудні 2017 року відбулася ротація українського миротворчого контингенту в межах місії KFOR. Близько сорока українських військовослужбовців, які брали участь у війні на сході України прибули у республіку, щоб заступити на бойове чергування. Зараз у Косові відбувається двотижневий адаптаційний період для новоприбулих військових. Згодом на них очікує велика кількість навчань та чергувань.
У грудні 2020 року відбулась чергова ротація українських військовослужбовців у Косові, яка триватиме шість місяців. У січні 2021 року Президент Зеленський підписав Указ про направлення до Косова національного персоналу із числа військовослужбовців Збройних Сил України загальною чисельністю до 2 осіб.
У лютому 2022 року, українські миротвоці взяли участь у спільних навчаннях із колективної безпеки, використовуючи спеціальні інженерні машини ІМР-2.
Після початку російського вторгнення в Україну, контингент у складі 40 військовослужбовців був відкликаний з Косова. Таким чином Україна де-факто припинила участь у міжнародних силах з підтримки миру в Косові.

### Правопорушення українських миротворців
1 квітня 2011 року на прикордонному контрольно-пропускному пункті Гюєшево македонсько-болгарського кордону болгарські прикордонники затримали двох військовослужбовців українського контингенту, що зробили спробу провезти в автомобілі з емблемою KFOR 5 тисяч пачок сигарет.
22 серпня 2011 року Головне слідче управління військових прокуратур Генеральної прокуратури України порушило кримінальну справу стосовно офіцера українського контингенту, який незаконно продав приватним структурам в Косові 1,3 млн літрів бензину, за що отримав хабара в розмірі 60,6 тисяч євро (надалі в результаті розслідування було встановлено, що начальник служби пального та мастильних матеріалів українського миротворчого контингенту в Косові продав 1 млн літрів пально-мастильних матеріалів за хабарі в розмірі 80 тисяч євро).

## Структура
Спочатку український контингент KFOR включав в себе:

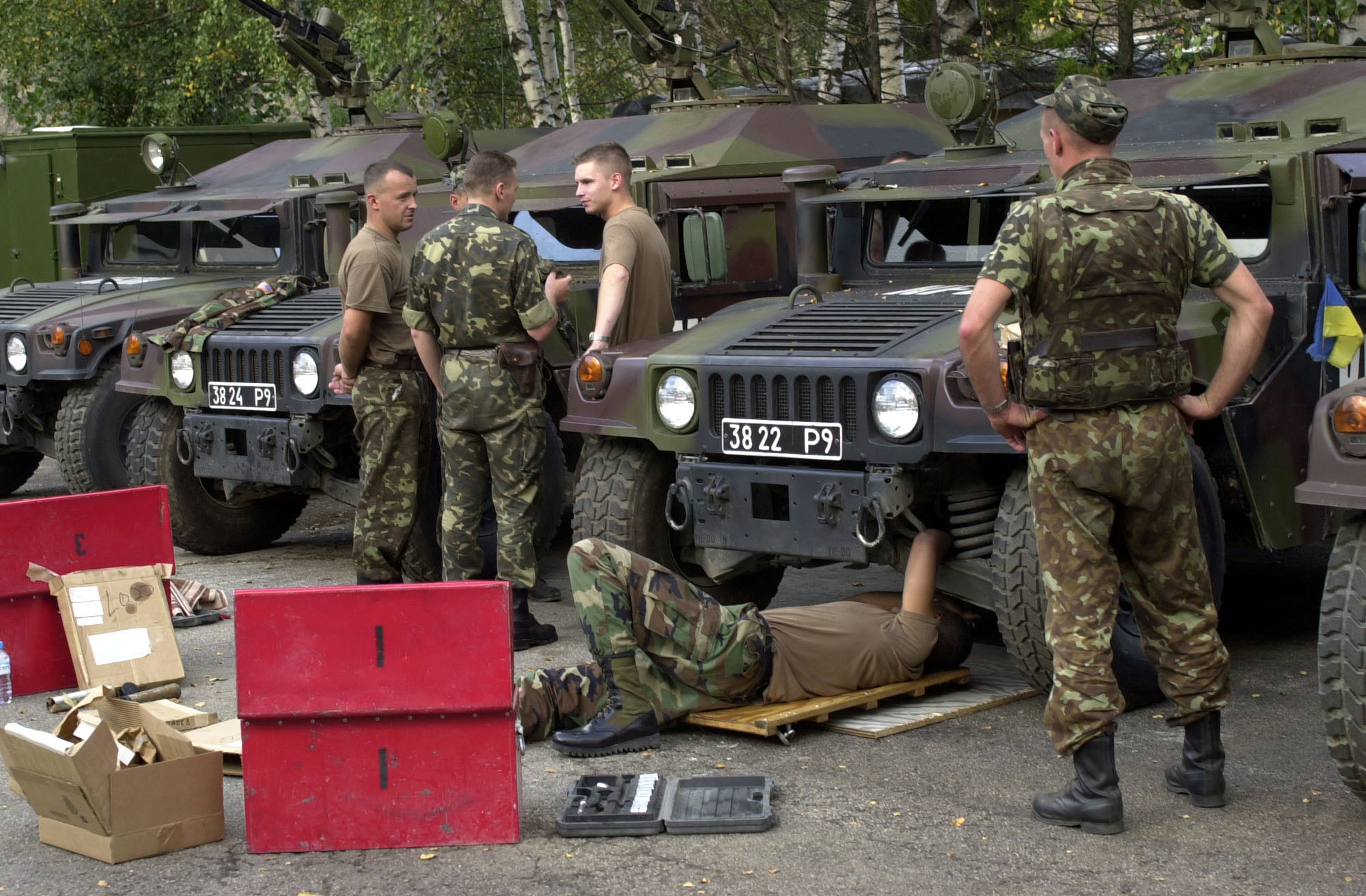
Українські солдати у Косові

- миротворчий компонент (окремий механізований батальйон, 356 військовослужбовців)
- 14-й окремий вертолітний загін (90 військовослужбовців)
- 37-у окрему роту забезпечення (108 військовослужбовців)
- військовий госпіталь на 100 місць.

У травні 2000 року до складу українського контингенту був направлений поліцейський компонент.
У липні 2000 року 37-я окрема рота забезпечення була повернута в Україну.
У листопаді 2000 року до складу поліцейського компонента був включений загін кінологів МВС України (35 осіб і 25 собак, 10 автомашин). Пізніше чисельність загону була збільшена до 40 осіб і 25 собак, але до початку 2008 року знову зменшена до 35 осіб.
На початку квітня 2001 було прийнято рішення про розформування 14-го окремого вертолітного загону, авіатехніка якого (4 Мі-8 і 2 Мі-24) була продана Македонії.
У грудні 2008 року в зв'язку з виконанням поставлених завдань спеціальний підрозділ МВС України, чисельність якого становила 180 осіб, було виведено з Косова і в березні 2009 року офіційно розформовано.

### Український контингент в 2010—2014 роках
Український контингент поступово йшов на скорочення, в цей період в зоні проведення миротворчої місії залишились:
- команда і персонал контингенту
- рота маневрування
- інженерна рота
- національний елемент підтримки

У 2010 році чисельність українського миротворчого контингенту у Косові була скорочена зі 184 чоловік до 125. Також у тому ж році був закритий базовий табір українського миротворчого контингенту «Бреза», який розташовувався у населеному пункті Брезовиця муніципалітету Штрпце. Українські військові перемістилися на американську військову базу Bondsteel.

### Український контингент з 2014 по 2022 рік
Оскільки у 2014 році в Україні почалася Російська збройна агресія, український підрозділ було скорочено через нестачу військових у боях на сході. Керівництво заявило, що повертається «маневрена рота», яка має вирушити в зону АТО. Самі ж миротворці переконані, що після припинення вогню на Донбасі потрібно вводити миротворчу та поліцейську місію ЄС.
На території Косова залишились:
- команда й персонал контингенту
- інженерний підрозділ
- національний елемент підтримки

У з 2014 по 2018 рік контингент налічував близько 40 солдат. Наприкінці 2018 року додатково 40 українських військовиків-інженерів 703-го полку оперативного забезпечення вирушили у Косово для відновлення інфраструктури постраждалих від війни регіонів, у червні 2019 року всі військовики повернулися до України.
Станом на 2019 рік на території Косово несуть службу 42 українських військовослужбовців. 19 вересня 2019 року відбулися спільні навчання українських та угорських армійців. Навчання проводилися на базі Camp Vrelo.

## Результати
Українські миротворці у Косові за весь час перебування сил KFOR утримували кордон з Македонією, займалися роботами з розмінування на території 15 тис. кв. м., займалися інженерними та будівельними роботами. Також одним з найголовніших завдань було виконання комбінованих синхронізованих патрулювань вздовж адміністративно-розмежувальної лінії з Сербією та спільних патрулювань з прикордонною поліцією автономного краю.
Військові керівники НАТО високо оцінили роботу українських військовиків. Наприклад, начальник логістичного центру об'єднаної групи логістики та підтримки сил KFOR, Брюс Джонсон, зауважив:
|  | Професіонали - так я характеризую українських військових з якими мені довелось працювати цього року. Вони одні з найкращих саперів та інженерів. Я дуже високо оцінюю рівень їх підготовки. |

### Втрати особового складу

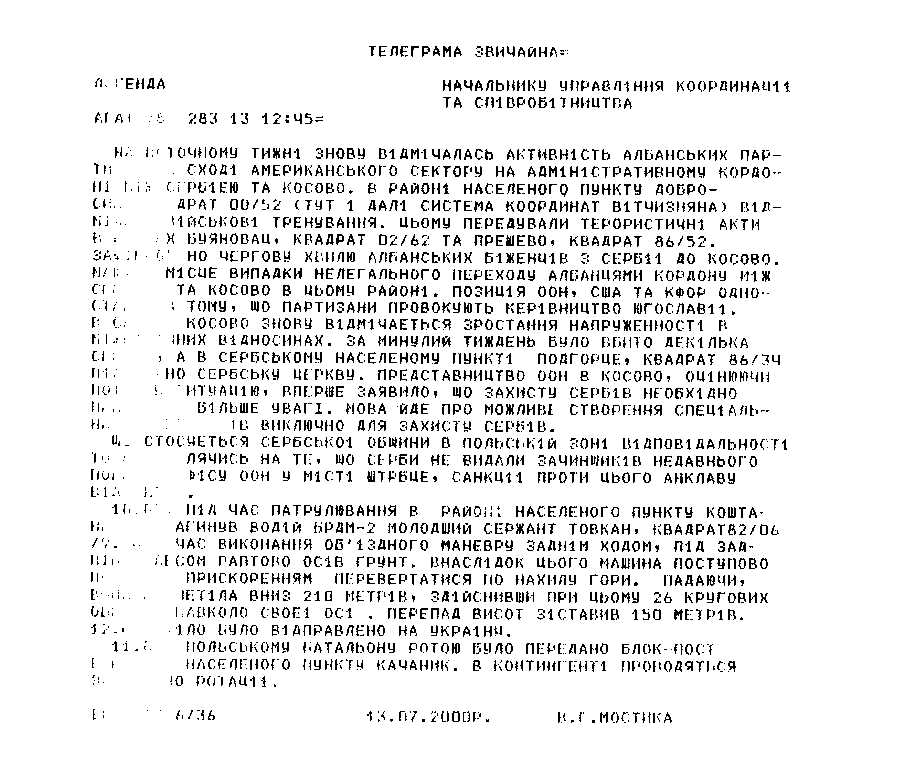
Телеграма від українського контингенту до начальника управління координації щодо ситуації на території Косово

За весь час миротворчої місії України на території Косова було поранено 26 військовослужбовців та 5 солдатів померли:
- молодший сержант Товкан Любомир Васильович — помер 10.07.2000 року в польському госпіталі від травм, які були отримані у результаті падіння з бойової машини БРДМ-2. Був представлений до нагороди Міністерства оборони України «За доблесть і честь».
- старший прапорщик Назаренко Володимир Гаврилович — загинув 28.05.2005 року через самовільне нанесення вогнепального поранення на складі в Штрпце.
- молодший сержант Ткачук Микола Петрович - помер 22.06.2007 року через падіння з бойової машини БРДМ-2. Родина загиблого отримає компенсацію у розмірі 400 тис. грн.
- старший сержант Денисюк Олег Анатолійович — помер 11.07.2007 року у Києві через нанесені травми під час падіння з БРДМ-2 22 червня.
- старший лейтенант Киналь Ігор Богданович — загинув 17.03.2008 року від осколкових поранень під час штурму будівлі суду у місті Митровиця. Нагороджений орденом «За мужність» III ступеня (посмертно)

## Додаткова інформація
У 1994 року Кабінет міністрів України видав постанову, згідно з яким військовослужбовці Збройних сил України, що проходили службу на території Югославії в період до 2007 року і які брали участь в бойових діях, отримали право на отримання статусу учасника бойових дій (в число учасників операцій на території Югославії входять учасники операцій на території Боснії і Герцеговини та на території Косова і Метохії).
Про загальну кількість нагороджених військовослужбовців українського контингенту інформації немає.
- 11 квітня 2008 року загиблий у Косові старший лейтенант внутрішніх військ МВС України Ігор Кіналь нагороджений орденом «За мужність» III ступеня (посмертно).
- 29 травня 2008 року 79 українських військовослужбовців були нагороджені медаллю НАТО «За службу миру»[36]
- у березні 2014 року лейтенант Сергій Денисюк за бездоганну організацію несення служби на передовому оперативному посту FOP-31 нагороджений пам'ятною монетою (COIN) командувача Об'єднаного оперативного штабу збройних сил Італії.